# Gianni Boncompagni
Pour les articles homonymes, voir Boncompagni.
Giandomenico Boncompagni (Arezzo, 13 mai 1932 – Rome, 16 avril 2017), dit Gianni Boncompagni, est un présentateur de télévision et de radio, réalisateur, scénariste et parolier italien.

## Biographie
Giandomenico Boncompagni est né à Arezzo, à 18 ans il déménage en Suède, où il vit pendant dix ans, obtenant un diplôme de graphisme et de photographie à l'Académie de Suède. Il commence une carrière à la radio en tant que disc-jockey. Marié à une suédoise, après son divorce, au début des années 1960, il retourne en Italie avec ses trois filles. Il entame une collaboration avec Renzo Arbore créant le programme de radio Bandiera gialla,  axé sur la musique rock et autres genres d'avant garde,. En 1970, le duo Arbore-Boncompagni créé pour la radio le spectacle de variété Alto Gradimento, qui lance la carrière de plusieurs comédiens, dont les frères Franco et Giorgio Bracardi.
Boncompagni fait ses débuts à la télévision en 1977, en tant que présentateur de la comédie musicale de variété Discoring. Dans le milieu des années 1980, il obtient un succès personnel en tant que directeur et auteur de programmes de télévision Pronto, Raffaella? et Pronto, chi gioca?, et entre 1987 et 1990, il écrit  et réalisé  le spectacle  Domenica in diffusé le  dimanche après-midi. En 1991, il rejoint la Fininvest, où il a créé le spectacle Non è la Rai, qui a lancé la carrière de plusieurs actrices, dont Ambra Angiolini (présentateur de la troisième saison), Nicole Grimaudo, Romina Mondello et Sabrina Impacciatore. Dans la deuxième moitié des années 1990, il est de retour à la RAI, où il obtient un autre succès avec le spectacle de variété  Macao.
Boncompagni est également connu comme un parolier collaborant avec Raffaella Carrà, Patty Pravo, Johnny Dorelli, Renato Zero, Jimmy Fontana et Carmen Villani.

### Vie privée
Boncompagni a entretenu une relation avec la présentatrice de télévision et chanteuse Raffaella Carrà et les actrices Isabella Ferrari et Claudia Gerini.
Sa plus jeune fille Barbara (née en 1963) a eu une brève carrière dans les années 1980 en tant que chanteuse et showgirl.

## Filmographie

### Compositeur
- 1971 : Notre héros retrouvera-t-il le plus gros diamant du monde ? (Riuscirà il nostro eroe a ritrovare il più grande diamante del mondo ?) de Guido Malatesta